# Elena Ferrante
Elena Ferrante (Nápoly, 1943. április 5.) álnéven olasz regényíró. Eredetileg olaszul megjelent könyveit számos nyelvre lefordították. Legismertebb műve négykönyves nápolyi regénysorozata. A Time magazin Ferrantét 2016-ban a 100 legbefolyásosabb ember egyikének nevezte.

## Életrajza
Ferrante titokban tartja valódi személyazonosságát, és nagyon keveset tudunk róla. Azt nyilatkozta, hogy Nápolyban született, egy varrónő lányaként, és három nővére van. A klasszikus irodalomban való jártassága miatt a kritikusok azt állítják, hogy bizonyára irodalmat tanult.

## Írás
Elena Ferrante álnéven számos regény szerzője, köztük a Nápolyi regények című négykötetes mű is. A nápolyi regények két, 1944-ben Nápolyban született intelligens lány élettörténetét mesélik el, akik megpróbálnak egzisztenciát teremteni maguknak egy erőszakos és elbutító kultúrában. A sorozat a Briliáns barátnőm (2012), Az új név története (2013), Aki megszökik, és aki marad (2014) és Az elveszett gyermek története (2015), amelyet a legrangosabb olasz irodalmi díjra, a Strega-díjra jelöltek.
Ferrante úgy véli, hogy „a könyveknek, ha már megírták, nincs szükségük szerzőikre.” Többször érvelt amellett, hogy munkájának előfeltétele az anonimitás, és kulcsfontosságú, hogy valódi nevét távol tartsa a reflektorfénytől.
Ferrante szerint:
```
Tudtam, hogy az elkészült könyv nélkülem is utat tör magának a világban, hogy a konkrét, fizikai énből soha semmi nem jelenik meg a kötet mellett, mintha a könyv egy kis kutya lenne és én lennék a gazdája. Úgy éreztem, kiengedtem magamból a szavakat.
[
8
]
```

Művének első megjelenése angol nyelven egy novella, a "Delia's Elevator" volt, fordította Adria Frizzi A háború után című antológiában (2004). A címszereplő mozdulatait meséli el édesanyja temetésének napján.
Ferrante nápolyi kvartettjének negyedik könyve, Az elveszett gyermek története a The New York Times 2015. évi 10 legjobb könyve között jelent meg. A kvartett befejezése után írt első regényét, A felnőttek hazug élete című könyvét Ann Goldstein fordította angolra.

## Névtelenség
Annak ellenére, hogy nemzetközi szinten elismert regényíró, Ferrante titokban tartotta kilétét első regényének 1992-es megjelenése óta. Ferrante valódi személyazonosságát illetően számos spekuláció született, és számos elmélet született, amelyek Ferrante interjúkban adott információin, valamint a regényei tartalmából vett elemzéseken alapulnak. Ferrante úgy véli, hogy „a könyveknek, ha egyszer meg vannak írva, nincs szükségük a szerzőjükre”. A The Paris Review-nak elmondta, hogy a kezdeti ok a félénkség volt: „Megijedtem a gondolattól, hogy ki kell bújnom a burokból”. Többször hangoztatta azt is, hogy munkájának előfeltétele az anonimitás, és hogy valódi nevének távol tartása a reflektorfénytől kulcsfontosságú az írói folyamatában. Ferrante szerint: „Amint tudtam, hogy az elkészült könyv nélkülem is utat tör magának a világban, amint tudtam, hogy a konkrét, fizikai énemből semmi sem fog megjelenni a kötet mellett – mintha a könyv egy kiskutya lenne, és én lennék a gazdája –, valami újat láttam az írásban. Úgy éreztem, mintha kiszabadítottam volna a szavakat önmagamból.”
2003-ban Ferrante kiadta a Frantumaglia: A Writer's Journey (Egy író útja) című, levelekből, esszékből, elmélkedésekből és interjúkból álló kötetet, amely némi fényt derít hátterére. Ez volt az első tudományos monográfia Elena Ferrantéról, költészetének részletes önvizsgálata, amely nyugati irodalmi és filozófiai szövegekre támaszkodik, miközben saját elméleti keretet is épít. A 2003-as eredeti kiadást két bővített változat követte, 2007-ben és 2015-ben. A 2015-ös kötet volt az első, amely 2016-ban jelent meg angolul. 2013-ban a The New Yorker című lapban megjelent cikkében James Wood kritikus összefoglalta azt, ami Ferrantéval kapcsolatban általánosan elfogadott, részben az említett kötetben összegyűjtött levelek alapján, mondván, hogy „számos levelét összegyűjtötték és kiadták. Ezekből megtudjuk, hogy Nápolyban nőtt fel, és egy ideig Olaszországon kívül élt. Klasszikus diplomája van; utalt arra, hogy anya. Szépirodalmi műveiből és az interjúiból arra is lehetett következtetni, hogy most nem házas ... Az írás mellett „tanulok, fordítok, tanítok”.
2016 márciusában Marco Santagata olasz regényíró és filológus, Petrarca és Dante tudósa, valamint a Pisai Egyetem professzora publikált egy tanulmányt, amelyben részletezi Ferrante identitására vonatkozó elméletét. Santagata dolgozata Ferrante írásának filológiai elemzésére, a regényben leírt pisai városkép részleteinek alapos tanulmányozására, valamint arra a tényre támaszkodott, hogy a szerző a modern olasz politika szakértői ismeretéről árulkodik. Ezen információk alapján arra a következtetésre jutott, hogy a szerző Pisában élt, de 1966-ra elköltözött, ezért a valószínű szerzőt Marcella Marmo nápolyi professzorként azonosította, aki 1964 és 1966 között tanult Pisában. Marmo és a kiadó is tagadja Santagata feltételezését.
2016 októberében Claudio Gatti oknyomozó riporter publikált egy cikket az Il Sole 24 Ore és a Frankfurter Allgemeine Zeitung folyóiratban, amely ingatlantranzakciókkal és jogdíjfizetésekkel kapcsolatos pénzügyi nyilvántartásokra támaszkodott és arra a következtetésre jutott, hogy Anita Raja, egy római fordító a valódi szerző a Ferrante álnév mögött. Gatti cikkét sokan kritizálták az irodalmi világban, mint a magánélet megsértését, bár Gatti azt állítja, hogy "azáltal, hogy bejelentette, hogy alkalmanként hazudni fog, Ferrante bizonyos értelemben lemondott arról a jogáról, hogy eltűnjön könyvei mögött és hagyja őket élni és növekedni, miközben írójuk ismeretlen marad. Valójában úgy tűnt, ő és kiadója felkeltette a közvélemény érdeklődését valódi kiléte iránt." Jeanette Winterson írónő a Guardian egyik cikkében rosszindulatúnak és szexistának minősítette Gatti vizsgálatait, mondván: "A Ferrante személyazonosságát vizsgáló úgynevezett nyomozás hátterében egy olyan író – nő – sikere miatti megszállott felháborodás áll, aki úgy döntött, hogy a saját feltételei szerint írja, adja ki és népszerűsíti könyveit." Mások a személyes adatainak nem kívánt közzétételét a doxxinghoz és a magánélet megsértéséhez hasonlították, amit még fokoz Gatti erőszakos nyelvezete is, aki szerint ő akarta, hogy ez megtörténjen. A Jezebel egyik cikke szerint ez része annak az általános tendenciának, hogy a botrányt a női művészek zsenialitásának háttérbe szorítására használják. Mások Gatti cikkére reagálva azt javasolták, hogy Ferrante életrajzának ismerete valóban releváns.
2016 decemberében a vitatott olasz tréfamester Tommaso Debenedetti az El Mundo spanyol napilap honlapján egy állítólagos interjút tett közzé Rajával, amelyben megerősítette, hogy ő Elena Ferrante; ezt Ferrante kiadója gyorsan cáfolta és az interjút hamisnak nevezte.
2017 szeptemberében a Padovai Egyetem tudósaiból, informatikusaiból, filológusaiból és nyelvészeiből álló csapat 40 különböző szerző 150 olasz nyelvű regényét elemezte, köztük hét Elena Ferrante könyvet, de Raja egyikét sem. Számos szerzői hozzárendelési modellt használó elemzés alapján arra a következtetésre jutottak, hogy Anita Raja férje, Domenico Starnone író és újságíró a Ferrante-regények valószínű szerzője. Raja az E/O Publishing-nél dolgozott másolatszerkesztőként és évek óta szerkeszti Starnone könyveit.
Ferrante többször is elutasította azokat a felvetéseket, amelyek szerint valójában férfi lenne és 2015-ben azt mondta a Vanity Fairnek, hogy a nemével kapcsolatos kérdések a női írók feltételezett "gyengeségében" gyökereznek.

## Feldolgozások
Ferrante több regényéből film is készült. A Nasty Love (L'amore molesto) a Mario Martone által rendezett "Csúnya szerelem", míg a The Days of Abandonment (I giorni dell'abbandono) Roberto Faenza által rendezett azonos című film lett (A magány börtöne). Az elveszett lány, Maggie Gyllenhaal 2021-es debütáló filmje az azonos című regényen alapul. Ferrante Fragments (Töredékek) című ismeretterjesztő könyvében (La frantumaglia, 2003) írói élményeiről beszél.
2016-ban arról számoltak be, hogy készül egy 32 részes televíziós sorozat, a The Neapolitan Novels, amelyet Wildside olasz producer készített a Fandango Productions számára, a forgatókönyvírást Francesco Piccolo író vezette. 2018 szeptemberében az amerikai prémium kábelhálózat, az HBO és az olasz RAI és a TIMvision koprodukciójában a My Brilliant Friend átkeresztelt olasz nyelvű minisorozat első két epizódját a Velencei Filmfesztiválon sugározták. Az HBO 2018 novemberében kezdte sugározni a teljes nyolc epizódból álló minisorozatot, amelynek középpontjában a The Napolitan Novels első könyve áll. A nyolc epizódból álló második sorozat 2020-ban került adásba.
2020. május 12-én a Netflix új drámasorozatot jelentett be A felnőttek hazug élete alapján. A sorozatot 2023 januárjában adta ki a Netflix.

## Művei
- L'amore molesto (1992)
- I giorni dell'abbandono (2002)
- La frantumaglia (2003)
- La figlia oscura (2006)
- La spiaggia di notte (2007)
- L'amica geniale (2011)
- Storia del nuovo cognome, L'amica geniale volume 2 (2012)
- Storia di chi fugge e di chi resta, L'amica geniale volume 3 (2013)
- Storia della bambina perduta, L'amica geniale volume 4 (2014)
- L’invenzione occasionale (2019)
- La vita bugiarda degli adulti (2019)
- I margini e il dettato (2021)

### Magyarul
- Amikor elhagytak (I giorni dell'abbandono) – Magvető, Budapest, 2005 · ISBN 9631424286 · fordította: Balkó Ágnes
- Nő a sötétben (La figlia oscura) – Magvető, Budapest, 2008 · ISBN 9789631426441 · fordította: Balkó Ágnes
- Tékozló szeretet (L'amore molesto) – Park, Budapest, 2009 · ISBN 9789631427073 · fordította: Balkó Ágnes
- Briliáns barátnőm. Gyermekkor, kamaszkor (L'amica geniale – Nápolyi regények 1.) – Park, Budapest, 2016 · ISBN 978-963-355-278-0 · fordította: Matolcsi Balázs
- Az új név története. Ifjúkor (Storia del nuovo cognome – Nápolyi regények 2.) – Park, Budapest, 2017 · ISBN 9789633553367 · fordította: Matolcsi Balázs
- Aki megszökik, és aki marad. Középidő (Storia di chi fugge e di chi resta – Nápolyi regények 3.) – Park, Budapest, 2018 · ISBN 9789633553800 · fordította: Matolcsi Balázs
- Az elvesztett gyerek története. Érett kor, öregkor (Storia della bambina perduta – Nápolyi regények 4.) – Park, Budapest, 2019 · ISBN 9789633556047 · fordította: Verseghi Anna
- A felnőttek hazug élete (La vita bugiarda degli adulti) – Park, Budapest, 2020 · ISBN 9789633556832 · fordította: Király Kinga Júlia
- Véletlen találatok (L'invenzione occasionale) – Park, Budapest, 2021 · ISBN 978-963-355-779-2 · fordította: Király Kinga Júlia
- Az elveszett lány (La figlia oscura) – Magvető, Park, 2022 · ISBN 9789633558775 · fordította: Balkó Ágnes
- Gomolygás. Egy író útja. Töredékek, levelek, interjúk, 1991–2016 (La Frantumaglia) – Park, Budapest, 2023 · ISBN 9789633558072 · fordította: Király Kinga Júlia
- A felnőttek hazug élete; ford. Király Kinga Júlia; 2. átdolg. kiad.; Park, Budapest, 2023

### Filmfeldolgozások
- Nasty Love, directed by Mario Mortone(wd), 1995[43]
- The Days of Abandonment, directed by Roberto Faenza, 2005[44]
- The Lost Daughter, directed by Maggie Gyllenhaal, 2021[45]
- L'amica geniale[46]
- La vita bugiarda degli adulti[47]

## Díjai
- 2016 Time 100 legbefolyásosabb ember
- 2016 Nemzetközi Booker-díj, az Elveszett gyermek története című film előválogatott listájára
- 2016 Independent Publisher Book Award – Aranyérem (irodalmi) Az elveszett gyermek története című filmért
- 2014 A legjobb fordított könyv díja – az Egy új név története című film előválogatásában, olasz nyelvről fordította Ann Goldstein

## Egyéb információk
- Hivatalos oldala
- Elena Ferrante az Internet Movie Database oldalon (angolul)

## Fordítás
- Ez a szócikk részben vagy egészben  az   Elena Ferrante című angol Wikipédia-szócikk fordításán alapul.  Az eredeti cikk szerkesztőit annak laptörténete sorolja fel. Ez a jelzés csupán a megfogalmazás eredetét és a szerzői jogokat jelzi, nem szolgál a cikkben szereplő információk forrásmegjelöléseként.